# Darwin (Mondkrater)

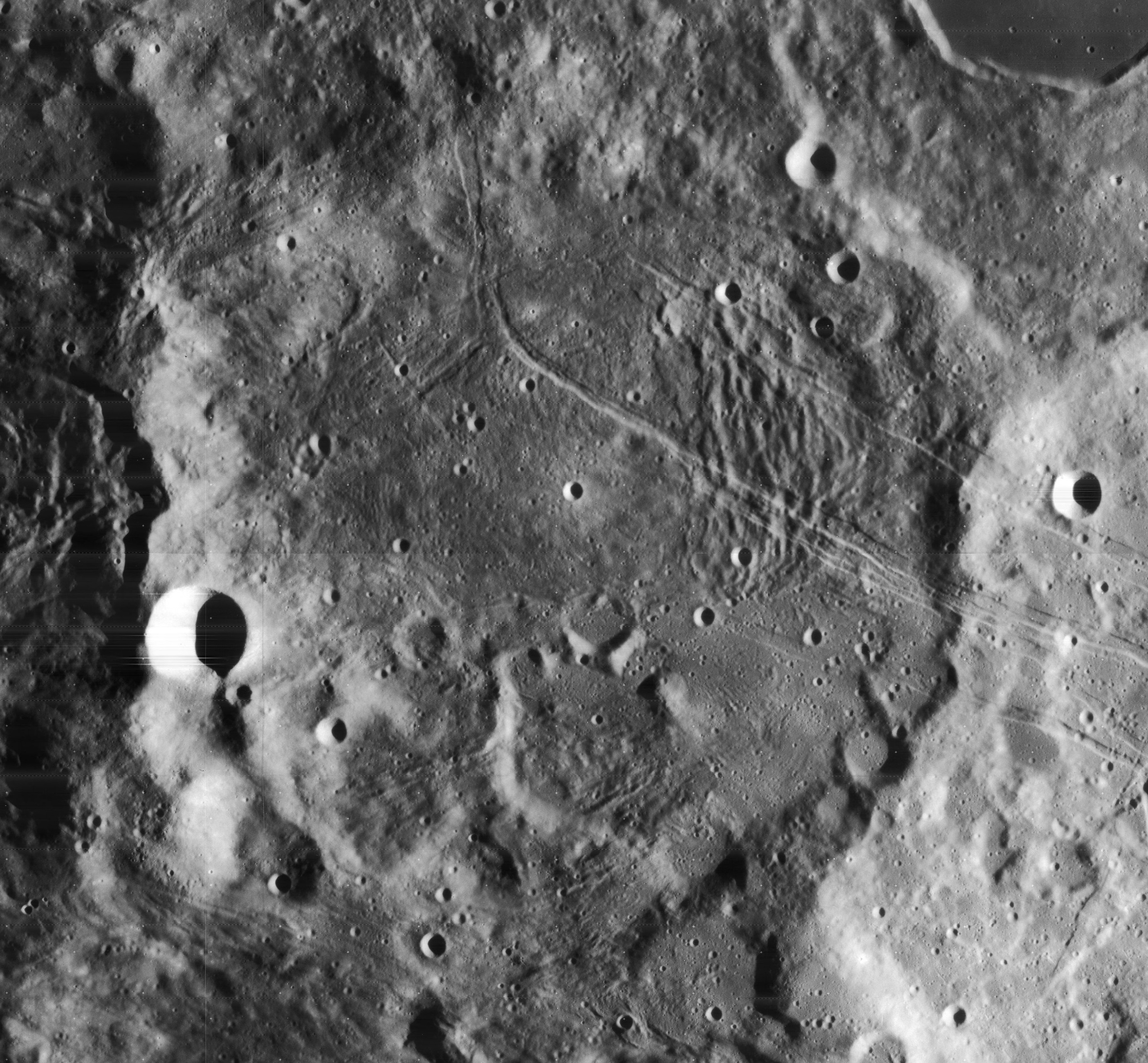
Darwin Mondkrater

Darwin ist ein Einschlagkrater auf der Mondvorderseite westlich des Mare Humorum, südwestlich des Kraters Crüger und nordwestlich von Byrgius.
Der Kraterrand ist sehr stark erodiert und im südlichen Teil fast ganz verschwunden. Das Innere wird durchzogen von dem Mondrillensystem der Rimae Darwin.
| Buchstabe | Position           | Durchmesser | Link |
| --------- | ------------------ | ----------- | ---- |
| A         | 21,8° S, 73,1° W   | 23 km       |      |
| B         | 19,96° S, 72,29° W | 54 km       |      |
| C         | 20,53° S, 71,11° W | 15 km       |      |
| F         | 21,02° S, 71,13° W | 18 km       |      |
| G         | 21,5° S, 70,9° W   | 17 km       |      |
| H         | 20,92° S, 68,98° W | 29 km       |      |

Der Krater wurde 1935 von der IAU nach dem britischen Naturforscher Charles Darwin offiziell benannt.